# Äyhönjärvi
Äyhönjärvi är en sjö i Finland. Den ligger i kommunen Raumo i landskapet Satakunta, i den sydvästra delen av landet, 210 km nordväst om huvudstaden Helsingfors. Äyhönjärvi ligger 16 meter över havet. Arean är 29,9 hektar och strandlinjen är 3,45 kilometer lång. Sjön  ingår i Bottenhavets kustområde.   I omgivningarna runt Äyhönjärvi växer i huvudsak barrskog. Den sträcker sig 0,9 kilometer i nord-sydlig riktning, och 0,7 kilometer i öst-västlig riktning.